# Philippe Vande Walle
Philippe Vande Walle (Brugge, 22 december 1961) is een gewezen Belgische voetballer. Als doelman stond hij onder de lat bij Sporting Charleroi, Club Brugge, Germinal Ekeren, K. Lierse SK en Eendracht Aalst. Sinds het seizoen 2014/15 is hij keeperstrainer bij KV Mechelen.

## Carrière als speler

### Jeugd
Philippe Vande Walle groeide op in Gozée, een gemeente uit de provincie Henegouwen. Als voetballer begon hij bij de jeugd van het plaatselijke FC Gozée. Op 16-jarige leeftijd ruilde Vande Walle het bescheiden Gozée in voor Sporting Charleroi. De jonge doelman doorliep er nog enkele jaren de jeugdreeksen en maakte in het seizoen 1979/80 de overstap naar het eerste elftal.

### Debuut bij Charleroi
In het seizoen 1979/80 werd de 18-jarige Vande Walle de doublure van de ervaren keeper Daniel Mathy. Toch kwam hij in zijn eerste seizoen op het hoogste niveau 7 keer in actie. De Zebra's sloten het seizoen af als voorlaatste en degradeerden naar de tweede klasse. Vande Walle, in die dagen bij Charleroi een ploegmaat van onder meer Alex Czerniatynski, Charly Jacobs en Rainer Gebauer, zakte niet mee en ruilde Henegouwen in voor West-Vlaanderen.

### Club Brugge
Vande Walle belandde in 1980 bij het Club Brugge van trainer Han Grijzenhout. Hij werd er samen met Leen Barth de doublure van titularis Birger Jensen. Op het einde van het seizoen kreeg hij zijn kans na het uitvallen van Jensen. Maar een seizoen later was het opnieuw de 10 jaar oudere Deen die de voorkeur kreeg. Blauw-zwart kende een sportief moeilijk periode en wisselde voortdurend van trainer. Het seizoen 1981/82 sloot Club uiteindelijk af als 15e.
Tot 1985 bleef Vande Walle in de schaduw van Jensen. Pas in het seizoen 1985/86 werden de rollen omgedraaid. Vande Walle mocht van trainer Henk Houwaart zijn kans grijpen en de 34-jarige Deen belandde op de bank. Club veroverde dat seizoen de beker en greep na testwedstrijden net naast de landstitel. In 1987 werd hij voor de eerste maal verkozen tot Keeper van het Jaar. In het seizoen 1987/88 speelde Club Brugge wel kampioen en bereikte het de halve finale van de UEFA Cup. In de 1/8 finale van het toernooi had Club het Duitse Borussia Dortmund uitgeschakeld. In de heenwedstrijd stond Jensen in doel en verloor Club met 3-0, in de terugwedstrijd nam Vande Walle plaats onder de lat en won blauw-zwart na verlengingen met 5-0.
Voor aanvang van zijn 9e seizoen bij Club Brugge zag Vande Walle hoe zijn Deense concurrent met Dany Verlinden van club wisselde. De van K. Lierse SK overgekomen Verlinden werd een te duchten concurrent voor Vande Walle, die door de club als te wisselvallig werd beschouwd. Hij bleef aanvankelijk titularis en verloor pas in 1989, toen Georges Leekens het roer overnam, zijn plaats aan Verlinden.

### Germinal Ekeren
In de zomer van 1990 vertrok de doelman naar Germinal Ekeren, waar hij meteen de onbetwiste nummer 1 werd. Vande Walle, die bekendstond als een gedreven doelman, groeide bij de Antwerpse club uit tot een van de beste doelmannen van België. Als aanvoerder en strafschopnemer van Germinal Ekeren speelde hij zich meermaals in de kijker. Zo scoorde hij 6 keer in het seizoen 1995/96.
Met spelers als Gunther Hofmans, Simon Tahamata, Mike Verstraeten en Tomasz Radzinski werd Germinal Ekeren midden jaren 90 een Belgische subtopper. De club bereikte in zowel 1995 als 1997 de finale van de beker. In de eerste finale verloor Vande Walle van Club Brugge, in de tweede finale versloeg hij RSC Anderlecht na verlengingen. Als kapitein mocht hij ook als eerste de beker in ontvangst nemen. In 1996 werd de doelman ook voor de tweede keer verkozen tot Keeper van het Jaar en voor het eerst geselecteerd voor de nationale ploeg.

### Einde carrière
Toen Lierse zich in 1997 als kampioen plaatste voor de UEFA Champions League trok het Vande Walle aan als opvolger van Stanley Menzo. Lierse kende na het kampioenenjaar en vertrek van trainer Eric Gerets een moeilijk seizoen. Reeds tijdens de winterstop verliet Vande Walle de Pallieters. De club haalde Menzo terug en Vande Walle stapte over naar Eendracht Aalst met wie hij zich twee jaar op rij van het behoud verzekerde.
In 1999 keerde Vande Walle even terug naar Club Brugge. Hij verdrong Dany Verlinden tijdens de eerste competitiewedstrijden naar de bank, maar liep dan een zware blessure op. In oktober 1999 zette de toen 38-jarige Vande Walle een punt achter zijn spelersloopbaan.

## Statistieken
| Seizoen | Club               | Land            | Competitie    | Competitie | Competitie |
| Seizoen | Club               | Land            | Competitie    | Wed.       | Dlp.       |
| ------- | ------------------ | --------------- | ------------- | ---------- | ---------- |
| 1979/80 | Sporting Charleroi | Vlag van België | Eerste Klasse | 7          | 0          |
| 1980/81 | Club Brugge        | Vlag van België | Eerste Klasse | 13         | 0          |
| 1983/84 | Club Brugge        | Vlag van België | Eerste Klasse | 12         | 0          |
| 1983/84 | Club Brugge        | Vlag van België | Eerste Klasse | 4          | 0          |
| 1983/84 | Club Brugge        | Vlag van België | Eerste Klasse | 6          | 0          |
| 1984/85 | Club Brugge        | Vlag van België | Eerste Klasse | 3          | 0          |
| 1985/86 | Club Brugge        | Vlag van België | Eerste Klasse | 22         | 0          |
| 1986/87 | Club Brugge        | Vlag van België | Eerste Klasse | 29         | 0          |
| 1987/88 | Club Brugge        | Vlag van België | Eerste Klasse | 24         | 0          |
| 1988/89 | Club Brugge        | Vlag van België | Eerste Klasse | 29         | 0          |
| 1989/90 | Club Brugge        | Vlag van België | Eerste Klasse | 5          | 0          |
| 1990/91 | Germinal Ekeren    | Vlag van België | Eerste Klasse | 34         | 0          |
| 1991/92 | Germinal Ekeren    | Vlag van België | Eerste Klasse | 34         | 0          |
| 1992/93 | Germinal Ekeren    | Vlag van België | Eerste Klasse | 32         | 1          |
| 1993/94 | Germinal Ekeren    | Vlag van België | Eerste Klasse | 33         | 2          |
| 1994/95 | Germinal Ekeren    | Vlag van België | Eerste Klasse | 34         | 3          |
| 1995/96 | Germinal Ekeren    | Vlag van België | Eerste Klasse | 34         | 6          |
| 1996/97 | Germinal Ekeren    | Vlag van België | Eerste Klasse | 34         | 1          |
| 1997/98 | K. Lierse SK       | Vlag van België | Eerste Klasse | 12         | 0          |
| 1997/98 | Eendracht Aalst    | Vlag van België | Eerste Klasse | 18         | 0          |
| 1998/99 | Eendracht Aalst    | Vlag van België | Eerste Klasse | 34         | 0          |
| 1999/00 | Club Brugge        | Vlag van België | Eerste Klasse | 4          | 0          |
| Totaal  | Totaal             | Totaal          | Totaal        | 457        | 13         |

## Nationale ploeg
Midden en eind jaren 80 waren Jean-Marie Pfaff en Michel Preud'homme de vaste doelmannen bij de nationale ploeg. Vande Walle werd in 1988 voor de eerste keer opgeroepen voor de nationale ploeg, maar speelkansen kreeg hij niet van toenmalig bondscoach Guy Thys. Tot 1994 bleef Preud'homme de nummer 1, nadien namen Gilbert Bodart en Filip De Wilde die rol over.
In 1996 speelde Vande Walle zijn eerste interland. De 35-jarige doelman mocht toen van kersvers bondscoach Wilfried Van Moer meespelen in een vriendschappelijk duel tegen Rusland. De wedstrijd eindigde op een scoreloos gelijkspel. In 1998 nam bondscoach Georges Leekens hem mee naar het WK in Frankrijk. De Wilde startte als titularis aan het toernooi, maar toen hij met een blessure uitviel mocht Vande Walle onder de lat staan in de groepswedstrijd tegen Zuid-Korea. De partij eindigde op 1-1, waardoor de Rode Duivels uitgeschakeld waren.
Zijn laatste interland was de eerste van bondscoach Robert Waseige. België nam het in september 1999 op tegen Nederland in een vriendschappelijk duel. In een spectaculaire wedstrijd werd het 5-5. Vande Walle werd voor de rust vervangen door reservedoelman Frédéric Herpoel.

### Interlands
| No. | Datum      | Wedstrijd           | Uitslag         | Basisplaats of invalbeurt              | Soort wedstrijd           |
| --- | ---------- | ------------------- | --------------- | -------------------------------------- | ------------------------- |
| 1.  | 24-04-1996 | België - Rusland    | 0-0             | Basisplaats 90'                        | Vriendschappelijk         |
| 2.  | 29-05-1996 | Italië - België     | 2-2             | Basisplaats 90'                        | Vriendschappelijk         |
| 3.  | 29-05-1998 | België - Engeland   | 2-2 (4-3, n.s.) | Basisplaats 90' (scoort strafschop)    | Koning Hassan II-toernooi |
| 4.  | 25-06-1998 | België - Zuid-Korea | 1-1             | Basisplaats 90'                        | WK 1998                   |
| 5.  | 30-05-1999 | Peru - België       | 1-1             | Ingevallen na 18' voor Filip De Wilde  | Kirin Cup                 |
| 6.  | 05-06-1999 | Zuid-Korea - België | 1-2             | Basisplaats 90'                        | Vriendschappelijk         |
| 7.  | 18-08-1999 | België - Finland    | 3-4             | Basisplaats 90'                        | Vriendschappelijk         |
| 8.  | 04-09-1999 | Nederland - België  | 5-5             | Na 40' vervangen door Frédéric Herpoel | Vriendschappelijk         |

## Carrière als trainer
Na zijn spelerscarrière werd Vande Walle keepertrainer bij AA Gent, waar hij opnieuw verenigd werd met zijn vroegere coach Henk Houwaart. Na 4 seizoenen verhuisde hij naar Sporting Charleroi. Hij opende ook zijn eigen academie voor doelmannen. Tijdens het seizoen 2006/07 werd hij er hoofdcoach, als opvolger van Jacky Mathijssen. Vande Walle startte prima als hoofdtrainer met winst tegen Lokeren, FC Brussels, Racing Genk en Zulte Waregem.
In het seizoen 2007/08 draaide het minder goed. Vande Walle nam ontslag in december 2007. Hij werd opgevolgd door Thierry Siquet. Nadien werd hij keeperstrainer bij KV Kortrijk en kreeg hij zo doelman Glenn Verbauwhede onder zijn hoede. Verbauwhede werd door Club Brugge uitgeleend aan Kortrijk en stond bekend als een eigenzinnige jongen. Vande Walle zei later dat hij zichzelf in Verbauwhede herkende. Toen hoofdcoach Georges Leekens als de nieuwe bondscoach van België aangesteld werd, werd Vande Walle ook keeperstrainer bij de Rode Duivels. In de zomer van 2011 werd hij keeperstrainer van RAEC Mons. In mei 2012 ruilde hij Bergen voor zijn ex-club Club Brugge, waar hij in juni 2013 in onderling overleg terug vertrok. In januari 2013 stapte hij ook op bij de nationale ploeg. Hij werd er opgevolgd door Erwin Lemmens.

## Pinanti is Pinanti
Vande Walle is ook bekend van het programma Studio 1 op zondag, de voetbaltalkshow met Frank Raes. In de rubriek Pinanti is Pinanti was hij twee jaar lang de vaste doelman. Hij verbaasde vriend en vijand met zijn onveranderde fysieke kracht en spectaculaire reflexen. Mooi om zien was de ontmoeting van Vande Walle met zijn voorbeeld Jean-Marie Pfaff. Die laatste kwam als deelnemer aan Pinanti is Pinanti tot in de kwartfinale. Vande Walle maakte van de gelegenheid gebruik om wat tips te vragen aan Pfaff, die met alle plezier een uitgebreide privé-training gaf aan zijn jongere vakgenoot.

## Trivia
- Vande Walle droomt ervan om ooit keeperstrainer te worden bij FC Bayern München.[1]

## Palmares

### Als speler
| Nationaal           |    |                        |
| Belgisch kampioen   | 2x | 1988, 1990             |
| Beker van België    | 2x | 1986, 1997             |
| Belgische Supercup  | 4x | 1980, 1986, 1988, 1997 |
| Individueel         |    |                        |
| Keeper van het Jaar | 2x | 1987, 1996             |